# 諸王增一
金牛座95，又名BD+23 733，HD 29859、SAO 76727、HR 1499，是金牛座的一颗恒星，视星等为6.13，位于銀經175.88，銀緯-14.19，其B1900.0坐标为赤經4h 37m 10.4s，赤緯+23° -14.19′ 58″。